# 1991-1992シーズンのNBA
1991-1992シーズンのNBAは、NBAの46回目のシーズンである。

## ドラフト
ドラフトではラリー・ジョンソンがシャーロット・ホーネッツから全体1位指名を受けた。他にはケニー・アンダーソン(2位)、ビリー・オーウェンス(3位)、ディケンベ・ムトンボ(4位)、スティーブ・スミス(5位)、ダグ・スミス(6位)、ルーク・ロングリー(7位)、マーク・メイコン(8位)、ステイシー・オーグモン(9位)、ブライアン・ウィリアムズ(バイソン・デリに改名)(10位)、テレル・ブランドン(11位)、グレッグ・アンソニー(12位)、デイル・デイビス(13位)、アンソニー・アベント(15位)、クリス・ガトリング(16位)、ヴィクター・アレクサンダー(17位)、エリック・マードック(21位)、スタンリー・ロバーツ(23位)、リック・フォックス(24位)、ピート・チルカット(25位)、ランディ・ブラウン(26位)、エリオット・ペリー(37位)、ダグ・オーバートン(40位)、ボビー・フィルズ(45位)、リチャード・デューマス(46位)、アイザック・オースティン(47位)、ザン・タバック(51位)らが指名を受けている。
オールスターにはL・ジョンソン、K・アンダーソン、D・ムトンボ、S・スミス、T・ブランドン、D・デイビス、C・ガトリングの7人が選出されている。
ドラフト外選手にはダレル・アームストロング、ジョン・クロッティ、エマニュエル・デイビス、レジー・ジョーダン、ロバート・パック、ラリー・スチュワート、ロレンゾ・ウィリアムズらがいる。
　詳細は1991年のNBAドラフトを参照

## マジックの引退
新シーズンが始まった1991年11月7日、世界に衝撃を与えた会見が行われる。マジック・ジョンソンの引退。1980年代のNBAを支え、当時未だリーグトップクラスの実力を誇ったマジックが、突然の引退を表明したのである。事の重大さを物語るように会見にはマジック本人のほか、ジェリー・ウェストGMやジェリー・バスオーナーのほか、協会コミッショナーのデビッド・スターンまでもが同席した。ロサンゼルス・レイカーズにとってもNBA全体にとっても、マジックの引退は非常に大きな損失だった。
一選手の引退がスポーツ界に留まらず、世界中から注目を浴びたのは、彼の引退理由にあった。ヒト免疫不全ウイルス、HIV。エイズに対する関心が未だ低かった当時、NBAを代表するほどの選手のキャリアをいとも簡単に奪ってしまう怖ろしい病、誰もが知る著名人をも襲ったもはや遠い存在ではない病として、エイズは一気にその認知度を高めることになる。またマジック自身も、マジックやNBAを知らない人たちの間でも、エイズの名を世界中に知らしめた人物として、より多くの人々に知られるようになった。
彼の引退に敬意を表したフィラデルフィア・76ers所属のチャールズ・バークレーは自らの背番号『34』を返上し、マジックと同じ『32』を着用した。『32』はビリー・カニンガムが着けた76ersの永久欠番だったが、彼の意向を汲んだ球団側とカニンガムはバークレーに『32』を着けることを許可した。
マジックの引退は一つの時代の終焉を告げた。80年代を支配したレイカーズの黄金期も終幕を迎え、また彼の最大のライバルとして80年代のNBAを牽引したもう一人のスーパースターも、このシーズン限りで現役から引退を表明したのである。

## シーズン

### オールスター
- 開催日：2月10日
- 開催地：ノースカロライナ州シャーロット
- オールスターゲーム　ウエスト 153－113 イースト
- MVP：マジック・ジョンソン　（ロサンゼルス・レイカーズ）
- スラムダンクコンテスト優勝：セドリック・セバロス　（フェニックス・サンズ）
- スリーポイント・シュートアウト：クレイグ・ホッジス　（シカゴ・ブルズ）

※クレイグ・ホッジスはスリーポイント・シュートアウト三連覇を達成。

### イースタン・カンファレンス
| Team                     | W  | L  | PCT. | GB |
| ------------------------ | -- | -- | ---- | -- |
| ボストン・セルティックス | 51 | 31 | .622 | -  |
| ニューヨーク・ニックス   | 51 | 31 | .622 | -  |
| ニュージャージー・ネッツ | 40 | 42 | .488 | 11 |
| マイアミ・ヒート         | 38 | 44 | .463 | 13 |
| フィラデルフィア・76ers  | 35 | 47 | .427 | 16 |
| ワシントン・ブレッツ     | 25 | 57 | .305 | 26 |
| オーランド・マジック     | 21 | 61 | .256 | 30 |

| Team                           | W  | L  | PCT. | GB |
| ------------------------------ | -- | -- | ---- | -- |
| シカゴ・ブルズ                 | 67 | 15 | .817 | -  |
| クリーブランド・キャバリアーズ | 57 | 25 | .695 | 10 |
| デトロイト・ピストンズ         | 48 | 34 | .585 | 19 |
| インディアナ・ペイサーズ       | 40 | 42 | .488 | 27 |
| アトランタ・ホークス           | 38 | 44 | .463 | 29 |
| ミルウォーキー・バックス       | 31 | 51 | .378 | 36 |
| シャーロット・ホーネッツ       | 31 | 51 | .378 | 36 |

### ウエスタン・カンファレンス
| Team                         | W  | L  | PCT. | GB |
| ---------------------------- | -- | -- | ---- | -- |
| ユタ・ジャズ                 | 55 | 27 | .671 | -  |
| サンアントニオ・スパーズ     | 47 | 35 | .573 | 8  |
| ヒューストン・ロケッツ       | 42 | 40 | .512 | 13 |
| デンバー・ナゲッツ           | 24 | 58 | .293 | 31 |
| ダラス・マーベリックス       | 22 | 60 | .268 | 33 |
| ミネソタ・ティンバーウルブズ | 15 | 67 | .183 | 40 |

| Team                               | W  | L  | PCT. | GB |
| ---------------------------------- | -- | -- | ---- | -- |
| ポートランド・トレイルブレイザーズ | 57 | 25 | .695 | -  |
| ゴールデンステート・ウォリアーズ   | 55 | 27 | .671 | 2  |
| フェニックス・サンズ               | 53 | 29 | .646 | 4  |
| シアトル・スーパーソニックス       | 47 | 35 | .573 | 10 |
| ロサンゼルス・クリッパーズ         | 45 | 37 | .549 | 12 |
| ロサンゼルス・レイカーズ           | 43 | 39 | .524 | 14 |
| サクラメント・キングス             | 29 | 53 | .354 | 28 |

### スタッツリーダー
| 部門       | 選手                 | チーム                             | AVG  |
| ---------- | -------------------- | ---------------------------------- | ---- |
| 得点       | マイケル・ジョーダン | シカゴ・ブルズ                     | 30.1 |
| リバウンド | デニス・ロッドマン   | デトロイト・ピストンズ             | 18.7 |
| アシスト   | ジョン・ストックトン | ユタ・ジャズ                       | 13.7 |
| スティール | ジョン・ストックトン | ユタ・ジャズ                       | 3.0  |
| ブロック   | デビッド・ロビンソン | サンアントニオ・スパーズ           | 4.5  |
| FG%        | バック・ウィリアムス | ポートランド・トレイルブレイザーズ | 60.4 |
| FT%        | マーク・プライス     | クリーブランド・キャバリアーズ     | 94.7 |
| 3FG%       | デイナ・バロス       | シアトル・スーパーソニックス       | 44.6 |

### 各賞
- 最優秀選手: マイケル・ジョーダン, シカゴ・ブルズ
- ルーキー・オブ・ザ・イヤー：ラリー・ジョンソン, シャーロット・ホーネッツ
- 最優秀守備選手賞: デビッド・ロビンソン, サンアントニオ・スパーズ
- シックスマン賞: デトレフ・シュレンプ, インディアナ・ペイサーズ
- MIP: パーヴィス・エリソン, ワシントン・ブレッツ
- 最優秀コーチ賞: ドン・ネルソン, ゴールデンステート・ウォリアーズ
- All-NBA First Team:
  - F - カール・マローン, ユタ・ジャズ
  - F - クリス・マリン, ゴールデンステート・ウォリアーズ
  - C - デビッド・ロビンソン, サンアントニオ・スパーズ
  - G - マイケル・ジョーダン, シカゴ・ブルズ
  - G - クライド・ドレクスラー, ポートランド・トレイルブレイザーズ
- All-NBA Second Team:
  - F - スコッティ・ピッペン, シカゴ・ブルズ
  - F - チャールズ・バークレー, フィラデルフィア・76ers
  - C - パトリック・ユーイング, ニューヨーク・ニックス
  - G - ティム・ハーダウェイ, ゴールデンステート・ウォリアーズ
  - G - ジョン・ストックトン, ユタ・ジャズ
- All-NBA Third Team:
  - F - デニス・ロッドマン, デトロイト・ピストンズ
  - F - ケビン・ウィリス, アトランタ・ホークス
  - C - ブラッド・ドアティー, クリーブランド・キャバリアーズ
  - G - マーク・プライス, クリーブランド・キャバリアーズ
  - G - ケビン・ジョンソン, フェニックス・サンズ
- All-NBA Rookie Team:
  - スティーブ・スミス, マイアミ・ヒート
  - ラリー・ジョンソン, シャーロット・ホーネッツ
  - ビリー・オーウェン, ゴールデンステート・ウォリアーズ
  - ステーシー・オーグモン, アトランタ・ホークス
  - ディケンベ・ムトンボ, デンバー・ナゲッツ
- NBA All-Defensive First Team:
  - デニス・ロッドマン, デトロイト・ピストンズ
  - スコッティ・ピッペン, シカゴ・ブルズ
  - デビッド・ロビンソン, サンアントニオ・スパーズ
  - マイケル・ジョーダン, シカゴ・ブルズ
  - ジョー・デュマース, デトロイト・ピストンズ
- NBA All-Defensive Second Team:
  - ラリー・ナンス, クリーブランド・キャバリアーズ
  - バック・ウィリアムス, ポートランド・トレイルブレイザーズ
  - パトリック・ユーイング, ニューヨーク・ニックス
  - ジョン・ストックトン, ユタ・ジャズ
  - マイケル・ウィリアムス, インディアナ・ペイサーズ

### マジック引退の余波
マジック・ジョンソンの引退はウエスタンの勢力図に変化をもたらした。
- マジックが所属したロサンゼルス・レイカーズは彼の後釜としてベテランポイントガードのシデール・スレットを迎え入れたがマジックの穴を埋められるには至らず、さらにジェームス・ウォージーやサム・パーキンスら故障者が相次ぎ、前季から大幅に勝率を落とした。"ショータイム"バスケットの時代は終わり、レイカーズが次に優勝戦線に躍り出るには、シャキール・オニールの加入、コービー・ブライアントの登場を待たなければならない。
- レイカーズの没落にあわせて台頭を見せたのが同じカリフォルニア州に本拠地を置くゴールデンステート・ウォリアーズである。毎晩のようにハイスコアゲームを展開し高い人気を誇った"ラン・TMC"は、オフにミッチ・リッチモンドが新人ビリー・オーウェンスとの交換でサクラメント・キングスにトレードされたため、僅か2シーズンの短命に終わった。オーウェンスは期待されたほどの活躍は見せなかったが、シャルーナス・マルチルリョーニスが急成長を見せ、前季の44勝から55勝と大きく勝率を伸ばした。
- 同じロサンゼルスに本拠地を置くロサンゼルス・クリッパーズも飛躍を見せた。果てしない低迷期が続いたクリッパーズは1988年のNBAドラフトで全体1位指名したダニー・マニング、3巡目指名したチャールズ・スミス、翌年にはロン・ハーパーが加入するなど少しずつチームの核となる人材が揃い始め、このシーズン後半からはラリー・ブラウンがヘッドコーチに就任し、13年ぶりに勝率5割以上となる45勝を記録。実に16年ぶりとなるプレーオフ進出を果たした。ロサンゼルスに本拠地を移して以来、これが初のプレーオフ進出であり、ロサンゼルス・クリッパーズがロサンゼルス・レイカーズの勝率を上回るのも初めてのことである。長い低迷期を脱したかに見えたクリッパーズだが、ブラウンHCは僅か2シーズンでチームを去ってしまうため、クリッパーズは再び低迷の時代に舞い戻ってしまう。
- パシフィック・デビジョンはサクラメント・キングスを除く6チームがプレーオフに進出した。

新シーズンをプレイせずに引退したマジックだが、あまりに突然のことだったので、オールスターファン投票のマークシート用紙にはまだマジックの名前が残っていた。そこでマジックの引退を惜しむファンたちがこぞってマジックに票を投じたため、引退状態のマジックが全選手中最多得票を集めるに至った。オールスターゲームでマジックは25得点9アシストと活躍し、またイーストチームのマイケル・ジョーダンやアイザイア・トーマスとの1on1は観客を喜ばせ、さらに試合を締めくくるラストショットをアイザイアの1on1から決めた。試合は153-113でウエストチームが圧勝し、チームを勝利に導いたマジックは引退した選手でありながらオールスターMVPに選ばれた。
エイズと戦いながらも選手としての健在振りを示したマジックは、オフに一つの大きな仕事を遂行し、引退してもなおNBAの国際的な人気の獲得に、大きな貢献を果たすことになる。

### シーズン概要
- 前季ついに優勝を果たしたシカゴ・ブルズは2年連続フランチャイズ記録更新となる67勝（当時NBA歴代4位の成績）を記録。マイケル・ジョーダンは2年連続MVP、得点王の二冠を達成した。
- 前季故障に悩まされて不振に終わったクリーブランド・キャバリアーズは、このシーズンは主力が大きな怪我なく過ごし、ブラッド・ドアティー、マーク・プライス、ラリー・ナンスの新生トリオで57勝を記録。しかしプレーオフではまたもやブルズの前に苦杯を舐めさせられる。
- 前季は勝率が落ち込んだニューヨーク・ニックスはこのシーズンからパット・ライリーが指揮を採り、さらにCBA上がりのジョン・スタークスが成長を見せ、51勝を記録して3年ぶりに地区首位に返り咲いた。
- カール・マローン、ジョン・ストックトン、ジェフ・マローンを擁するユタ・ジャズは55勝を記録し、3年ぶりに地区優勝を果たした。
- ニュージャージー・ネッツは6シーズンぶりにプレーオフに進出。高いシュート力を誇ったクロアチア出身のドラゼン・ペトロビッチ、1990年のNBAドラフト1位指名のデリック・コールマン、ポートランド・トレイルブレイザーズを放出されてからは故障から立ち直りを見せたサム・ブーイらが主力を担った。
- マイアミ・ヒートは1988年以降に加盟した4チームの中では、最初にプレーオフ進出を果たした。グレン・ライス、ロニー・サイカリー、スティーブ・スミスらが主力を担った。
- 成績が下げ止まらないフィラデルフィア・76ersはこのシーズンには3シーズンぶりにプレーオフ出場を逃した。チャールズ・バークレーは76ersに見切りをつけ、オフにフェニックス・サンズに移籍した。
- 前シーズン中にエースのリッキー・ピアースを放出し、オフにはモーゼス・マローンを獲得したミルウォーキー・バックスはシーズン終盤に負けが混み、13シーズンぶりにプレーオフ進出を逃した。
- ヒューストン・ロケッツは8シーズンぶりにプレーオフ出場を逃した。プレーオフでは芳しい成果が挙げられず、さらにプレーオフ出場すら逃したロケッツのフロントは、この時期アキーム・オラジュワンのトレードを画策し、オラジュワンとチームとの間で軋轢が生じた。
- 12月17日、クリーブランド・キャバリアーズが148-80でマイアミ・ヒートを降した。68点差はNBA新記録である。
- デトロイト・ピストンズ所属のデニス・ロッドマンが初のリバウンド王に輝く。ジョーダンが得点王の座を指定席にしたように、90年代のリバウンド王の座はロッドマンの指定席となった。このシーズン記録した平均18.7リバウンドは、ウィルト・チェンバレン以来の高水準だった。

## プレーオフ・ファイナル
|  | ファースト ラウンド        | ファースト ラウンド | ファースト ラウンド  |   |                      | カンファレンス セミファイナル | カンファレンス セミファイナル | カンファレンス セミファイナル |  |   | カンファレンス ファイナル | カンファレンス ファイナル | カンファレンス ファイナル |  |    | NBAファイナル | NBAファイナル | NBAファイナル |
|  |                            |                     |                      |   |                      |                               |                               |                               |  |   |                           |                           |                           |  |    |               |               |               |
|  | 1                          | ブルズ              | 3                    |   |                      |                               |                               |                               |  |   |                           |                           |                           |  |    |               |               |               |
|  | 8                          | ヒート              | 0                    |   |                      |                               |                               |                               |  |   |                           |                           |                           |  |    |               |               |               |
|  | 8                          | ヒート              | 0                    |   | 1                    | ブルズ                        | 4                             |                               |  |   |                           |                           |                           |  |    |               |               |               |
|  |                            |                     |                      |   | 1                    | ブルズ                        | 4                             |                               |  |   |                           |                           |                           |  |    |               |               |               |
|  |                            | 4                   | ニックス             | 3 |                      |                               |                               |                               |  |   |                           |                           |                           |  |    |               |               |               |
|  | 4                          | 4                   | ニックス             | 3 | ニックス             | 3                             |                               |                               |  |   |                           |                           |                           |  |    |               |               |               |
|  | 4                          |                     |                      |   | ニックス             | 3                             |                               |                               |  |   |                           |                           |                           |  |    |               |               |               |
|  | 5                          | ピストンズ          | 2                    |   |                      |                               |                               |                               |  |   |                           |                           |                           |  |    |               |               |               |
|  | 5                          | ピストンズ          | 2                    |   |                      |                               |                               |                               |  | 1 | ブルズ                    | 4                         |                           |  |    |               |               |               |
|  | イースタン・カンファレンス |                     |                      |   |                      |                               |                               |                               |  | 1 | ブルズ                    | 4                         |                           |  |    |               |               |               |
|  |                            | 3                   | キャバリアーズ       | 2 |                      |                               |                               |                               |  |   |                           |                           |                           |  |    |               |               |               |
|  | 3                          | 3                   | キャバリアーズ       | 2 | キャバリアーズ       | 3                             |                               |                               |  |   |                           |                           |                           |  |    |               |               |               |
|  | 3                          |                     |                      |   | キャバリアーズ       | 3                             |                               |                               |  |   |                           |                           |                           |  |    |               |               |               |
|  | 6                          | ネッツ              | 1                    |   |                      |                               |                               |                               |  |   |                           |                           |                           |  |    |               |               |               |
|  | 6                          | ネッツ              | 1                    |   | 3                    | キャバリアーズ                | 4                             |                               |  |   |                           |                           |                           |  |    |               |               |               |
|  |                            |                     |                      |   | 3                    | キャバリアーズ                | 4                             |                               |  |   |                           |                           |                           |  |    |               |               |               |
|  |                            | 2                   | セルティックス       | 3 |                      |                               |                               |                               |  |   |                           |                           |                           |  |    |               |               |               |
|  | 2                          | 2                   | セルティックス       | 3 | セルティックス       | 3                             |                               |                               |  |   |                           |                           |                           |  |    |               |               |               |
|  | 2                          |                     |                      |   | セルティックス       | 3                             |                               |                               |  |   |                           |                           |                           |  |    |               |               |               |
|  | 7                          | ペイサーズ          | 0                    |   |                      |                               |                               |                               |  |   |                           |                           |                           |  |    |               |               |               |
|  | 7                          | ペイサーズ          | 0                    |   |                      |                               |                               |                               |  |   |                           |                           |                           |  | E1 | ブルズ        | 4             |               |
|  |                            |                     |                      |   |                      |                               |                               |                               |  |   |                           |                           |                           |  | E1 | ブルズ        | 4             |               |
|  |                            | W1                  | トレイルブレイザーズ | 2 |                      |                               |                               |                               |  |   |                           |                           |                           |  |    |               |               |               |
|  | 1                          | W1                  | トレイルブレイザーズ | 2 | トレイルブレイザーズ | 3                             |                               |                               |  |   |                           |                           |                           |  |    |               |               |               |
|  | 1                          |                     |                      |   | トレイルブレイザーズ | 3                             |                               |                               |  |   |                           |                           |                           |  |    |               |               |               |
|  | 8                          | レイカーズ          | 1                    |   |                      |                               |                               |                               |  |   |                           |                           |                           |  |    |               |               |               |
|  | 8                          | レイカーズ          | 1                    |   | 1                    | ブレイザーズ                  | 4                             |                               |  |   |                           |                           |                           |  |    |               |               |               |
|  |                            |                     |                      |   | 1                    | ブレイザーズ                  | 4                             |                               |  |   |                           |                           |                           |  |    |               |               |               |
|  |                            | 4                   | サンズ               | 1 |                      |                               |                               |                               |  |   |                           |                           |                           |  |    |               |               |               |
|  | 4                          | 4                   | サンズ               | 1 | サンズ               | 3                             |                               |                               |  |   |                           |                           |                           |  |    |               |               |               |
|  | 4                          |                     |                      |   | サンズ               | 3                             |                               |                               |  |   |                           |                           |                           |  |    |               |               |               |
|  | 5                          | スパーズ            | 0                    |   |                      |                               |                               |                               |  |   |                           |                           |                           |  |    |               |               |               |
|  | 5                          | スパーズ            | 0                    |   |                      |                               |                               |                               |  | 1 | トレイルブレイザーズ      | 4                         |                           |  |    |               |               |               |
|  | ウェスタン・カンファレンス |                     |                      |   |                      |                               |                               |                               |  | 1 | トレイルブレイザーズ      | 4                         |                           |  |    |               |               |               |
|  |                            | 2                   | ジャズ               | 2 |                      |                               |                               |                               |  |   |                           |                           |                           |  |    |               |               |               |
|  | 3                          | 2                   | ジャズ               | 2 | ウォリアーズ         | 1                             |                               |                               |  |   |                           |                           |                           |  |    |               |               |               |
|  | 3                          |                     |                      |   | ウォリアーズ         | 1                             |                               |                               |  |   |                           |                           |                           |  |    |               |               |               |
|  | 6                          | スーパーソニックス  | 3                    |   |                      |                               |                               |                               |  |   |                           |                           |                           |  |    |               |               |               |
|  | 6                          | スーパーソニックス  | 3                    |   | 6                    | スーパーソニックス            | 1                             |                               |  |   |                           |                           |                           |  |    |               |               |               |
|  |                            |                     |                      |   | 6                    | スーパーソニックス            | 1                             |                               |  |   |                           |                           |                           |  |    |               |               |               |
|  |                            | 2                   | ジャズ               | 4 |                      |                               |                               |                               |  |   |                           |                           |                           |  |    |               |               |               |
|  | 2                          | 2                   | ジャズ               | 4 | ジャズ               | 3                             |                               |                               |  |   |                           |                           |                           |  |    |               |               |               |
|  | 2                          |                     |                      |   | ジャズ               | 3                             |                               |                               |  |   |                           |                           |                           |  |    |               |               |               |
|  | 7                          | クリッパーズ        | 2                    |   |                      |                               |                               |                               |  |   |                           |                           |                           |  |    |               |               |               |

- ユタ・ジャズは創部17年目にして初のカンファレンス決勝に進出。ジョン・ストックトン、カール・マローンの名コンビを擁するジャズはウエスタン屈指の強豪となったが、彼らはカンファレンス決勝の壁をなかなか破れず、ファイナルの大舞台に立つまでには多くの時間を要した。
- 16年ぶりにプレーオフ進出を果たしたロサンゼルス・クリッパーズとジャズの1回戦第4戦は、4月に起きたロス暴動の影響でアナハイムで行われた。
- 1970年に加盟したクリーブランド・キャバリアーズ、ロサンゼルス・クリッパーズ、ポートランド・トレイルブレイザーズが3チーム揃って出場した最初のプレーオフとなった。

### バッシング
前季シカゴ・ブルズは悲願の優勝を果たし、シーズンMVP、ファイナルMVPを独占したマイケル・ジョーダンの名声は頂点を極めた。しかし新シーズンを迎える前にジョーダンのとったある行動が、その後に続くジョーダンへの猛烈なバッシングの引き金となった。チャンピオンチームはオフにホワイトハウスを表敬訪問し、時の大統領（当時はジョージ・H・W・ブッシュ）と面会するのが恒例となっていたが、ジョーダンはロサンゼルス五輪の時に会ったことがあることを理由に、ホワイトハウスからの招待を断っていた。これが礼を失するとしてジョーダンへの非難が集まるようになった。そして新シーズンが始まって1ヶ月ほどが経った12月、ジョーダンを深刻なスキャンダルが襲う。麻薬取引の容疑で逮捕された人物のポケットから57000ドルの大金が見つかり、警察の聴取に彼は「ゴルフで負けたジョーダンの返済金だ」と証言。ジョーダンが麻薬取引に絡む人物を親交を持ち、さらに賭けゴルフをやっていたことが発覚したのである。このスキャンダルによってジョーダンのイメージは著しく傷つけられ、嵐のようなジョーダンへのバッシングが巻き起こったが、さらにバッシングを炊き付けたのがこの時期に出版されたシカゴの新聞記者サム・スミス著の暴露本、「Jordan Rules」である。
ジョーダンは酷いバッシングに悩まされながらも、しかしコート上では最高の選手であり続けた。ジョーダンはこのシーズンも6シーズン連続となる得点王に輝き、シーズンMVPも2年連続で獲得するなど、スーパースターとして申し分ない活躍を見せた。そしてチーム内ではバッシングとも戦わなければならないジョーダンを守るかのように、大きな成長を見せた選手が居た。スコッティ・ピッペンである。
すでに好選手として認知されていたピッペンだが、前季のファイナルではマジック・ジョンソンに対する見事なディフェンスを披露し、一流のディフェンダーであることを証明。そしてこのシーズンには初の平均20得点オーバーとなる21.0得点7.7リバウンド7.0アシストの好成績を記録し、初のオールNBA2ndチーム、そしてオールディフェンス1stチームに選出された。すでにジョーダンは各オールチームの常連であり、そしてピッペンもこのシーズンを皮切りにオールチームの常連となった。ブルズはジョーダンとピッペン、少なくとも賞レースの上ではリーグ屈指のシューティングガードとスモールフォワード2人を同時に擁することになった。ピッペンはあまりにもずば抜けていたためチーム内で孤立した立場にあったジョーダンと唯一肩を並べられる選手であり、また他のチームメイトとの橋渡しの役割も担うなど、ブルズ王朝を支える上でなくてはならない存在となった。
ジョーダンとピッペンというNBA史上屈指の名コンビに率いられ、ブルズはこのシーズン67勝を記録した。

### ブルズvsニックス
1回戦でプレーオフ初出場のマイアミ・ヒートを難なく降したブルズは、カンファレンス準決勝でパット・ライリー率いるニューヨーク・ニックスと対決。1990年代に6度の優勝を果たすブルズだが、彼らにとって最大のライバルはファイナルで対決したウエストの覇者たちではなく、実はこのニューヨーク・ニックスだった。このシーズンからニックスのヘッドコーチに就任したパット・ライリーは、ロサンゼルス・レイカーズ時代の華やかな"ショータイム"を演じたコーチとして知られるが、ニックスではレイカーズとは正反対の、激しいディフェンスを信条とするチームに作り上げた。ニックスの強力なディフェンスはブルズとジョーダンを苦しめ、カンファレンス準決勝でのシリーズでは第7戦までブルズを追い詰めた。しかし第7戦ではジョーダンが42得点を記録してニックスを降し、激戦となったカンファレンス決勝をブルズが制した。この後もプレーオフで激戦を繰り広げるブルズ対ニックスは、90年代NBA屈指の好カードだった。
カンファレンス決勝で待っていたのはこのシーズン57勝を記録したクリーブランド・キャバリアーズ。キャバリアーズとブルズの因縁はニックスよりも古く、1988年のプレーオフで初対決して以来毎年のようにプレーオフで激突していた。ニックスに体力を削られたブルズはホームでの第2戦を落としたが、その後は持ち直し、4勝2敗でキャバリアーズを降し、連覇を目指して2年連続でファイナルに進出した。

### Air vs Glide
西から勝ち上がってきたのは、レイカーズにかわってウエストの覇者となったポートランド・トレイルブレイザーズだった。1990年のファイナリストであるブレイザーズは、エースのクライド・ドレクスラー、司令塔のテリー・ポーター、スモールフォワードのジェローム・カーシー、パワーフォワードのバック・ウィリアムス、センターのケビン・ダックワース、シックスマンのクリフォード・ロビンソンと、殆ど陣容は変えていなかった。また前季からボストン・セルティックスで2度の優勝を経験したダニー・エインジが加わっている。
ブレイザーズはプレーオフ1回戦、カンファレンス準決勝を第5戦までで片付け、ユタ・ジャズとのカンファレンス決勝も4勝2敗で制し、危なげなくファイナルに勝ち進んだ。2年ぶりにファイナルの舞台に帰ってきたブレイザーズだが、前回はまだチーム造りの途中だったため、経験豊富なデトロイト・ピストンズに破れたが、今回は2シーズンの期間を置いてチームを成熟させ、またファイナル経験者をずらりと揃えたより充実した陣容でファイナルに挑戦した。
前季、ファイナルでマジック・ジョンソン率いるロサンゼルス・レイカーズとの世代間抗争を制したブルズとジョーダンは、今後は同じ舞台で次々と現れる同世代ライバルたちと激戦を繰り広げることになるわけだが、その最初の相手がドレクスラー率いるブレイザーズだった。ジョーダンもドレクスラーも優れた身体能力、得点力、華麗なダンクが魅力の同タイプの選手であったために度々比較され、リーグ最高の選手として評価を二分した時期もあった。お互い東西に分かれてNBA入りしたため、直接対決の機会は少なかったが、ついにこの年、ファイナルという最高の舞台で激突することになった。

#### 第1戦
「エア」か「グライド」か、大きな注目を集めたファイナルだったが、第1戦はそんな試合前の期待を裏切るかのように、マイケル・ジョーダンが圧倒的なパフォーマンスでブレイザーズとクライド・ドレクスラーを粉砕した。試合序盤からジョーダンの放つシュートが面白いように決まり、特に本来ジョーダンの武器にない3Pシュートが次々と決まった。ジョーダンは前半だけで6本の3ポイントシュートを決め、当時の3Pシュート成功数ファイナル記録に並んだ。また前半だけで35得点を記録し、エルジン・ベイラーの持つ前半だけでのファイナル最多33得点を更新。どよめきが渦巻くシカゴ・スタジアムで、前半最後の3Pシュートを決めたジョーダンは、自分自身信じられないとばかりに肩をすくめて見せた。試合はブレイザーズに殆ど見せ場を作らせることなく、122-89でブルズが圧勝。後半あまりプレイしなかったジョーダンは39得点11アシスト、スコッティ・ピッペンは24得点9リバウンド11アシストを記録し、ブルズは出場した全選手が得点した。ドレクスラーは16得点に終わった。

#### 第2戦
第1戦の興奮が冷め遣らぬ第2戦、しかし試合はブレイザーズペースで進み、前半を終えた時点でブレイザーズが9点のリードを奪っていた。しかし後半になると少しずつブレイザーズのリードが減り始める。第3Qにブルズはジョーダンが14得点、ジョン・パクソンが9得点をあげ、スコアはいつのまにかブルズ10点のリードに変わった。そして第4Q残り5分を切ったときにドレクスラーがファウルアウトした時点で、ブレイザーズの2連敗は確定したかに見えた。しかし直後のプレイでジョーダンがテリー・ポーターへのファウルを取られ、これに不満を持ったジョーダンは審判に抗議したが、さらにテクニカルファウルを宣告された。この辺りから流れはブレイザーズに傾き始める。ポーターは3つのフリースローを決めて7点差とすると、さらにドレクスラーのかわりに入ったダニー・エインジの活躍で点差は徐々に埋まっていき、そして残り45秒にはジェローム・カーシーのシュートでついに同点に並んだ。ブルズはすぐにジョーダンが得点を決め、97-95とリードを奪い返すが、残り13秒にはケビン・ダックワースのフックシュートで再び97-97の同点。決勝点を狙ったジョーダンのシュートを外れ、試合はオーバータイムにもつれ込んだ。
オーバータイムではファイナル経験豊富なエインジが活躍。エインジはファイナル記録となるオーバータイムだけで9得点をあげ、115-104でブレイザーズが敵地での貴重な1勝をあげた。ジョーダンはこの日も39得点10アシストの活躍だったが、結果的には第4Qのテクニカルファウルがチームの敗因に繋がった。ブレイザーズはドレクスラーが26得点7リバウンド8アシスト、ポーターが24得点するなど先発全員が二桁得点を記録し、また優勝経験を買われて獲得したエインジは見事にチームの期待に応え、17得点を記録した。

#### 第3戦
ブルズの保持するホームコートアドバンテージを無効にし、ホームのメモリアル・コロシアムに戻ってきたブレイザーズだが、しかしホームでの初戦はチームのプレーオフ最低記録を次々と更新するという不名誉な試合となり、94-84で敗退した。最終スコアの84点、前半の39得点、前半のフィールドゴール成功数28本は、いずれもブレイザーズのプレーオフ最低記録である。ブレイザーズはドレクスラーが32得点9リバウンドと奮闘したが、他のチームメイトが振るわなかった。ブルズはジョーダンが28得点、ピッペンとホーレス・グラントがそれぞれ18得点を記録した。

#### 第4戦
出鼻を挫かれたブレイザーズは、最初4分間を無得点で過ごし、いきなり10点のリードを奪われた。第4Q序盤、ブレイザーズのリック・アデルマンHCは奇策を用い、ケビン・ダックワースとバック・ウィリアムスの2人のビッグマンをベンチに下げ、ドレクスラー、ポーター、エインジ、カージーのガード-フォワード陣に、ファイナルでは殆ど出番がなかったパワーフォワードのクリフォード・ロビンソンを加えた陣容を敷いた。スモールラインアップとなったブレイザーズはブルズに襲い掛かり、じわじわと点差を詰めると試合終盤についに逆転。93-88でブレイザーズが勝利し、2勝2敗とシリーズをタイに戻した。ロビンソンはチームの期待に応え、17得点6リバウンドと活躍した。

#### 第5戦
2勝2敗のタイで迎えた第5戦は、今後のシリーズの流れを占う重要な一戦だったが、試合は終始ブルズペースで進み、119-106でブルズが勝利し優勝に王手を掛けた。ジョーダンは46得点、ピッペンは24得点11リバウンド9アシスト、ドレクスラーは30得点10リバウンドを記録した。

#### 第6戦
後が無くなったブレイザーズとドレクスラーは懸命のディフェンスでジョーダンを抑え込み、ジョーダンは最初の11分間を無得点で過ごした。第3Qが終わった時点でブレイザーズが79-64と大きくリードを奪い、シリーズは第7戦に持ち込まれるかと思われたが、第4戦でアデルマンHCが奇策を用いたように、今度はブルズのフィル・ジャクソンHCが大胆な策を用いた。この重要な場面で、ジョーダンやその他先発選手を揃ってベンチに下げてしまったのである。コートに立ったのは控え選手4人と唯一先発選手としてコートに残ったピッペン。ジャクソンの起用法は狂気の沙汰にも見えたが、ピッペンは普段陰に隠れた控え選手を見事に纏め上げ、僅か3分でブレイザーズとの点差を3点にまで縮めてみせた。そして浮き足立ったブレイザーズに引導を渡すのが、ジョーダンとピッペンのリーグ屈指のデュオである。2人は残った時間で19得点をあげて一気に逆転を果たし、97-93で勝利したブルズが2年連続の優勝を果たした。
ファイナルMVPは35.8得点を記録したジョーダンが2年連続で選ばれた。2年連続シーズンMVP、得点王、ファイナルMVPの三冠を達成したのは、ジョーダンただ一人である。ドレクスラーもシリーズ平均24.8得点をあげたが、試合を支配する力、チームを勝利に導く力においてはジョーダンに及ばず、「エア対グライド」はエアに軍配があがった。ロッカールームでシャンパンファイトを終わらせ、優勝セレモニーのため再びコートに戻ったジョーダンは、オフィシャル席のテーブルに駆け上がると、歓喜に沸く客席に向かって連覇を表す2本の指を突き上げてみせた。
連覇を果たしたブルズには当然のように三連覇、「スリーピート」の期待が掛かった。ジョーダンは28歳、ピッペンとホーレス・グラントは26歳とブルズの主力選手は正に絶頂期にあり、その可能性は高かった。ジョーダンとブルズにとって当面の敵は、翌シーズンも続くジョーダンへの容赦のないバッシングと、2度の優勝によるモチベーションの低下だった。
一方この3年に2度ファイナルに進出しながら優勝を果たせなかったブレイザーズは、戦力を維持するのが困難となり、徐々に衰えを見せ始めるようになる。現在、ブレイザーズがファイナルに進出したのはこの年が最後となっている。

#### 結果
シカゴ・ブルズ 4-2 ポートランド・トレイルブレイザーズ　ファイナルMVP：マイケル・ジョーダン　（シカゴ・ブルズ）
|       | 日付    | ホーム       | スコア       | ロード       |
| ----- | ------- | ------------ | ------------ | ------------ |
| 第1戦 | 6月3日  | ブルズ       | 122-89       | ブレイザーズ |
| 第2戦 | 6月5日  | ブルズ       | 104-115 (OT) | ブレイザーズ |
| 第3戦 | 6月7日  | ブレイザーズ | 84-94        | ブルズ       |
| 第4戦 | 6月10日 | ブレイザーズ | 93-88        | ブルズ       |
| 第5戦 | 6月12日 | ブレイザーズ | 106-119      | ブルズ       |
| 第6戦 | 6月14日 | ブルズ       | 97-93        | ブレイザーズ |

#### ロスター
ポートランド・トレイルブレイザーズ　コーチ：リック・アデルマン 

22 クライド・ドレクスラー |
30 テリー・ポーター |
25 ジェローム・カーシー |
3 クリフォード・ロビンソン |
52 バック・ウィリアムス |
9 ダニー・エインジ |
00 ケビン・ダックワース |
31 アラー・アブデルナビー |
14 ロバート・パック |
2 マーク・ブライアント |
8 エニス・ワットリー |
12 ラモント・ストラザース |
42 ウェイン・クーパー |

## バードの引退
シーズンの最初にマジックの引退が発表されたが、シーズン終了後の8月18日に、もう一人の巨星の引退が発表された。ラリー・バードの引退。NBAは僅か1年の間に、2人のスーパースターを同時に失うことになったのである。
マジックが衰える前に引退を強いられたのに対し、バードはいつ引退を決意してもおかしくない状態だった。バードは80年代半ばからすでに背中に持病を抱えており、その痛みは年々悪化。1990年に手術してからはバスケットをしている時以外は常に「装具」というギプスのようなものを身につけなければならないほどだった。ラストシーズンも20.2得点9.6リバウンド6.8アシストと堂々たる数字を残していたが、ついに痛みに耐え切れなくなり、引退を決意するに至った。
ボストン・セルティックスにとって大きな損失であり、80年代を黄金期として過ごしたセルティックスは、ゆるやかに衰退を迎える。NBAにとってもマジックに続いて大きな損失だったが、マジックとバードが築いたNBAの人気はもはや揺ぎ無いものとなっており、彼らの功績はマイケル・ジョーダンを始めとする新世代のスーパースターに引き継がれることで、現在に至るまで脈々と生き続けている。またマジックもバードもバルセロナ五輪においてNBAの世界的な人気を決定付けるために、現役選手として最後の貢献を果たした。

## ラストシーズン
- ウォルター・デイビス　（1977-92）　ドラフトでは1巡目5位指名で期待を寄せられていなかったが、NBA入りしてからは毎年のようにアベレージ20得点以上を稼ぎ出すスコアラーとして活躍した。キャリアの大半をフェニックス・サンズで過ごし、終盤はデンバー・ナゲッツなどで過ごした。
- マジック・ジョンソン　（1979-91）　NBA史上屈指の偉大な選手。引退後はエイズ問題の啓蒙活動を展開する傍ら、ロサンゼルス・レイカーズのヘッドコーチ、副社長を経て、1995年には現役復帰を果たした。
- ラリー・バード　（1979-92） やはりNBA史上屈指の偉大な選手。引退後はコーチ職に転向し、90年代末のインディアナ・ペイサーズで采配を振り、最優秀コーチ賞も獲得した。
- ジェラルド・ヘンダーソン　（1979-92）　ボストン・セルティックスで2度の優勝を経験。移籍後はジャーニーマンと化したが、1990年にはデトロイト・ピストンズで3度目の優勝を経験した。引退後は不動産会社を経営。
- ヴィニー・ジョンソン　（1979-92）　"Microwave"の異名を持ち、デトロイト・ピストンズの連覇に貢献した。
- クリフ・ロビンソン　（1979-89, 91-92）　優れたリバウンド力と得点力を持ったスモールフォワードだったが、キャリアの大半をドアマットチームで過ごした。1989年に1度引退したが、このシーズンにロサンゼルス・レイカーズで現役復帰した。
- クインティン・デイリー　（1982-92）　ジョーダン以前のシカゴ・ブルズの主力選手。キャリア中盤はロサンゼルス・クリッパーズ、終盤はシアトル・スーパーソニックスとキャリアの大半をドアマットチームで過ごした。NBAを離れてからも独立リーグでプレイした。
- クレイグ・ホッジス　（1982-92）　名3Pシューターとしてキャリア前半は強豪ミルウォーキー・バックスを支え、後半はシカゴ・ブルズで2度の優勝を経験した。オールスタースリーポイント・シュートアウト三連覇も果たしている。
- ラルフ・サンプソン　（1983-92）　ヒューストン・ロケッツを放出されてからは各チームを転々とした。NBAを離れてからはスペインに渡り、CBマラガで8試合プレイした。引退後はカレッジバスケでコーチを務めたが、2006年には郵便詐欺で禁固2年の実刑判決を受けている。